# Gefahrenfunktion
Die Gefahrenfunktion („GF“) oder Not- und Gefahrenfunktion bewirkt nach DIN 18252, dass "bei einem Profil-Doppelzylinder trotz einseitig verdreht steckendem Schlüssel von der gegenüberliegenden Seite mit einem zweiten zugehörigen Schlüssel geschlossen werden kann".
Manche Hersteller nennen die Gefahrenfunktion auch BSZ-Funktion (beidseitig schließbarer Zylinder) oder Prioritätsfunktion. Letztere ist dabei jedoch nicht völlig identisch: hierbei wird nur der Außenseite Priorität eingeräumt, d. h. steckt dort ein Schlüssel, so lässt sich innen weder zu- noch aufschließen.

## Beschreibung
Die Gefahrenfunktion erlaubt das beidseitige Betätigen von Doppel-Schließzylindern mit einem Schlüssel auch dann, wenn auf der jeweils anderen Seite bereits ein Schlüssel steckt. In einer Notlage kann eine Tür dann mit Hilfe eines zweiten Schlüssels von außen oder innen geöffnet werden, ohne das Schloss aufzubrechen.
Benötigt wird die Gefahrenfunktion, um etwa zu hilflosen Eingeschlossenen oder nach unbeabsichtigtem Aussperren zurück in abgeschlossene Räume zu gelangen. Sinnvoll ist dies insbesondere bei Altenwohnungen sowie allgemein, wenn kein zweiter Zugang existiert oder dieser nicht ohne weiteres zu erreichen oder zu öffnen ist, was für die meisten Etagenwohnungen gilt.
Bei Doppelzylindern ohne Gefahren- oder Freilauffunktion (s. u.) lässt die Kupplung bei einseitig verdreht steckendem Schlüssel ein Schließen des Zylinders von der gegenüberliegenden Zylinderseite nicht zu.

## Realisierung
Zylinder mit der Gefahrenfunktion sind weniger robust als einfache Profilzylinder, da die Mechanik in der Schließnase (Kupplung) aus mehreren kleinen Federn und empfindlichen Sperrklinken besteht. 
Die Kupplung ist gemäß DIN 18252 das "Bauteil in einem Profilzylinder, das den jeweils vom Schlüssel betätigten Zylinderkern mit dem Schließbart drehfest verbindet".
Üblich sind auch Konstruktionen, bei denen die Spitze des Schlüssels in die Kupplung einrastet und formschlüssig die Übertragung herstellt. Sollte sich der Schlüssel allerdings im Bereich der Spitze abnutzen, so kann er aus der Kupplung rutschen, und das Schloss lässt sich nicht mehr wie vorgesehen öffnen. Bei Türen mit hoher Benutzungsfrequenz wird darum häufig auf die Gefahrenfunktion verzichtet. Auch bei Mehrpunktverriegelungen und Panzerriegeln, wo Schlüssel und Profilzylinder höhere Drehmomente übertragen, ist die Gefahrenfunktion unter Umständen ungeeignet. 

## Gefahrenschlüssel-Funktion
Als Variante können spezielle Zylinder mit Gefahrenschlüssel-Funktion von außen nur mit einem speziellen Gefahrenschlüssel aufgesperrt werden. Je nach Hersteller besitzt der Gefahrenschlüssel eine besonders geformte Spitze, gefederte Dorne oder ähnliches.

## Freilauffunktion
Die Freilauffunktion bewirkt nach DIN 18252, dass "bei abgezogenen Schlüsseln beide Zylinderkerne des Profildoppelzylinders nicht drehfest mit dem Schließbart verbunden sind". D. h. die Schließnase in einem Profilzylinder mit Freilauf lässt sich auch ohne Schlüssel drehen.
Somit lässt sich ein Schloss mit Freilauffunktion durch einfaches Drücken eines Türknaufs oder einer Panikstange betätigen. Das wird durch die spezielle Bauart der Schließnase ermöglicht, die ansonsten per Schlüssel in Gang gesetzt wird und den Schließvorgang auslöst. Da die Freilauffunktion ohne Schlüssel auskommt, eignet sie sich besonders für Brandschutztüren.
Diese Funktion kann bei Paniktürverschlüssen notwendig sein, um das Zurückziehen des Riegels bei Betätigung des Beschlags (z. B. Türdrücker) zu ermöglichen ("Fluchttürfunktion").
Üblich ist auch die Kombination Gefahrenfunktion mit Freilauf.